# Cocit
El Cocit (en grec antic Κώκυτος), conegut com a "riu de les lamentacions", era un riu de l'inframón segons la mitologia grega, afluent de l'Aqueront. Estava format per les llàgrimes dels condemnats per la seva mala vida, llàgrimes que es podien gelar en algunes regions del riu. Les seves aigües, segons Plató, eren de color blau fosc i baixaven a gran velocitat. A les seves ribes es troben les ànimes d'aquells qui no han rebut sepultura.
És un riu infernal, un corrent d'aigua molt freda que corre paral·lel a l'Estix, igual que el Flegetont, el "riu de les flames". Aquests rius formen l'extensió d'aigua que han de travessar les ànimes per arribar al regne de l'Hades.